# Memantin
Memantin är en organisk förening som är ett derivat av adamantan. Ämnet har formeln C10H13(CH3)2NH2. Det används genom oralt intag för att bromsa utvecklingen av måttlig till svår Alzheimers sjukdom.
Vanliga biverkningar är huvudvärk, förstoppning, sömnighet och yrsel.Allvarliga biverkningar kan vara blodproppar, psykoser och hjärtsvikt.Det tros fungera genom att verka på NMDA-receptorer och fungera som porblockerare av dessa jonkanaler.
Memantine godkändes för medicinsk användning i USA 2003. Det finns som ett generiskt läkemedel. År 2020 var det det 152:a vanligaste läkemedlet i USA med mer än 3 miljoner recept.

## Medicinsk användning

### Alzheimers sjukdom och demens
Memantin används för att behandla måttlig till svår Alzheimers sjukdom, särskilt för personer som är intoleranta mot eller har en kontraindikation mot AChE (acetylkolinesteras)-hämmare. En riktlinje rekommenderar att memantin eller en AChE-hämmare övervägs hos personer i tidigt till mitten av demensstadiet.
Memantin har förknippats med en blygsam förbättring med små positiva effekter på kognition, humör, beteende och förmågan att utföra dagliga aktiviteter vid måttlig till svår Alzheimers sjukdom. Det verkar inte finnas någon fördel vid mild sjukdom.
Memantin resulterade, när det lades till donepezil hos personer med måttlig till svår demens, i "begränsade förbättringar" enligt en studie från 2017. Det brittiska National Institute of Clinical Excellence (NICE) utfärdade vägledning 2018 som rekommenderar att man överväger kombinationen av memantin och donepezil hos personer med måttlig till svår demens.

### Psykiatri

#### Bipolär sjukdom
Memantin har undersökts som en möjlig förstärkningsstrategi för depression vid bipolär sjukdom, men metaanalytiska bevis stöder inte dess kliniska användbarhet.

### Autism
Effekter vid autism är oklara.

### Radiologisk terapi
Memantin har av professionella organisationers konsensus rekommenderats för användning till att förhindra neurokognitiv försämring efter strålbehandling av hela hjärnan.

## Bieffekter
Memantin tolereras i allmänhet väl. Vanliga läkemedelsbiverkningar (≥1 procent av patienterna) är förvirring, yrsel, dåsighet, huvudvärk, sömnlöshet, agitation och/eller hallucinationer. Mindre vanliga biverkningar är kräkningar, ångest, hypertoni, cystit och ökad libido.
Liksom många andra NMDA-antagonister uppträder memantin som ett dissociativt bedövningsmedel vid supraterapeutiska doser. Trots enstaka rapporter är rekreationsanvändning av memantin sällsynt på grund av läkemedlets långa varaktighet och begränsade tillgänglighet. Även memantin verkar sakna effekter som eufori eller hallucinationer.
Memantin verkar generellt tolereras väl av barn med autismspektrumstörning.